# Vilar da Veiga
Vilar da Veiga es una freguesia portuguesa del concelho de Terras de Bouro, con 83,64 km² de superficie y 1.074 habitantes (2021). Su densidad de población es de 12,8 hab/km².